# 片山豊 (企業経営者)
片山 豊（かたやま ゆたか、1920年1月6日 - 1997年3月18日）は、日本の実業家、起業家。マルマングループ創業者。

## 来歴・人物
岡山県出身。島根県立隠岐水産高等学校卒業。明治大学商学部卒業。
大学卒業後、日本水産入社。気性が強く、入社半年後に、経営方針を重役に手紙で送りつけたエピソードなどがある。工場長などを務めたのち、1950年に独立し、日本ゴールドメタル工業株式会社を設立（1962年に株式会社マルマンに商号変更）。1959年に国産第一号のガスライターを販売開始し、後にゴルフ用品の製造販売も始め、1971年にはゴルフ用品部門を独立させてマルマンゴルフ株式会社を設立。1977年からはゴルフトーナメントの開催を開始。国産第一号のガスライターの開発、世界初の電子ライターの開発、喫煙関連商品・禁煙具、ゴルフ用品、時計、家電、健康食品、宝飾品など、独自の技術開発等により広範な商材を次々に手掛け、急速な事業発展を遂げることにより、企業グループを形成した。
その後、事業再編等により、各事業は、マジェスティ ゴルフ（ゴルフ用品製造販売、ゴルフトーナメントなどゴルフ関連事業）、マルマンプロダクツ（時計、ライター等の販売）、マルマンH&B（有名なCMによる大ヒット商品「禁煙パイポ」、健康食品等の製造販売）などに事業継承されている。
1960年代初頭に、自社の看板商品からそのまま命名した「マルマンガスライタ」という競走馬を所有していたこともある。

## 章典等
- 紺綬褒章　1960年
- 国際アメリカン協会アカデミー賞　1962年
- アカデミア賞（日本学士会）　1964年
- 科学技術庁長官賞科学技術振興功績者表彰　1987年

## 親族
- 長男：片山龍太郎（産業再生機構執行役員、マルマン社長、クリスティーズジャパン社長）
- 長男の妻：片山さつき（衆議院議員、内閣府特命担当大臣、元大蔵省主計官）

## 関連記事
- マジェスティ ゴルフ
- マルマンH&B
- マルマンプロダクツ
- マルマンオープン
- 禁煙パイポ